# Председатель Государственного совета Кубы
Председа́тель Госуда́рственного сове́та Ку́бы (исп. Presidente de los Consejos de Estado de la República de Cuba) — существующая государственная должность в Республике Куба, в период с 1976 по 2019 год — высший государственный пост в стране (совмещённый с постами Председателя Совета министров и Верховного главнокомандующего РВС), наделённый в соответствии с Конституцией законодательными и судебными полномочиями.
После принятия новой Конституции, полномочия главы государства перешли к восстановленному посту Президента Кубы, а за должностью Председателя Государственного совета оставлены полномочия по руководству деятельностью Национальной ассамблеи народной власти в период между её сессиями.

## История
Должность президента Кубы была введена в 1869 году. Во время войны за независимость президент являлся главой исполнительной ветви власти обладавшим частью полномочий руководителя государства. С 1902 года он стал высшим должностным лицом в президентской республике.
После принятия в стране новой Конституции в 1976 году, данная должность была упразднена. Высшим органом государственной власти стал Государственный совет, а председатель Государственного совета стал главой государства.
После принятия новой конституции был введён пост Президента Кубы, который избирается сроком на 5 лет и имеет право баллотироваться на второй.

## Полномочия председателя Государственного совета
Статья 93 Конституции устанавливает полномочия председателя Государственного совета и главы правительства, которые могут быть сгруппированы следующим образом:
Как глава государства
- Представлять государство
- Организация и руководство деятельностью Государственного совета
- Принимая верительные грамоты глав иностранных миссий.
- Верховный главнокомандующий вооружённых сил
- Председатель Национального совета обороны

В качестве главы правительства
- Направляет общую политику
- Организует и руководит деятельностью Совета министров
- Наблюдение и контроль за развитием деятельности министерств и других центральных органов государственной власти
- Берёт на себя инициативу в любом министерстве или центральном органе правительства
- Предлагает Национальной ассамблеи народной власти, когда-то избранной им, членов Совета министров
- Принимает решение об отставке членов Совета министров
- Объявление чрезвычайного положения, предусмотренные настоящей Конституцией, заявив о своем решении, как только позволят обстоятельства, Национальной ассамблеи народной власти или Государственному совету.

## Список председателей
|        | Портрет         | Имя (годы жизни)                                                                    | Полномочия      | Полномочия                                        | Партия                       | Пр.   |
| Начало | Портрет         | Имя (годы жизни)                                                                    | Окончание       |                                                   | Партия                       | Пр.   |
| ------ | --------------- | ----------------------------------------------------------------------------------- | --------------- | ------------------------------------------------- | ---------------------------- | ----- |
| 1      |                 | Фидель Алехандро Кастро Рус (1926—2016) исп. Fidel Alejandro Castro Ruz             | 2 декабря 1976  | 24 февраля 2008 (фактически до 31 июля 2006 года) | Коммунистическая партия Кубы | [ 2 ] |
| и. о.  |                 | Рауль Модестос Кастро Рус (род. 1931) исп. Raúl Modesto Castro Ruz                  | 31 июля 2006    | 24 февраля 2008                                   | Коммунистическая партия Кубы | [ 4 ] |
| 2      | 24 февраля 2008 | Рауль Модестос Кастро Рус (род. 1931) исп. Raúl Modesto Castro Ruz                  | 19 апреля 2018  |                                                   | Коммунистическая партия Кубы | [ 4 ] |
| 3      |                 | Мигель Марио Диас-Канель Бермудес (род. 1960) исп. Miguel Mario Díaz-Canel Bermúdez | 19 апреля 2018  | 10 октября 2019                                   | Коммунистическая партия Кубы | [ 5 ] |
| 4      |                 | Хуан Эстебан Ласо Эрнандес (род. 1944) исп. Juan Esteban Lazo Hernández             | 10 октября 2019 | действующий                                       | Коммунистическая партия Кубы | [ 6 ] |